# 鈴木万次郎

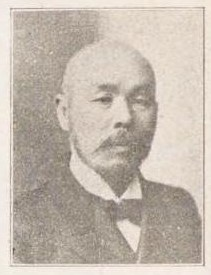
鈴木万次郎

鈴木 万次郎（萬次郎、すずき まんじろう、1860年3月24日（万延元年3月3日）- 1930年（昭和5年）2月26日）は、明治から昭和初期の医師、政治家、実業家。衆議院議員。愛国生命保険創立者。

## 経歴
陸奥国岩瀬郡、のちの福島県岩瀬郡須賀川町 （現須賀川市）で、医師、自由民権家・鈴木俊安の長男として生まれる。会津藩の儒者・橋爪信次郎に漢学を、二本松藩・堀江半峯に詩文を師事した。福島県師範学校予科を経て、1879年（明治12年）に上京し 岡鹿門から詩文を学んだ。訓蒙学舎や外国語学校でドイツ語を学び、さらに東亜医学校で医学を修め、1886年（明治19年）開業試験に合格し医師となった。その後、東京府神田区に神保病院を開設した。
自由民権運動に加わり、大同団結運動にも参画。1890年（明治23年）7月、第1回衆議院議員総選挙に福島県第三区から自由党所属で出馬して河野広中と共に当選し、その後、河野と行動を共にした。以後、第2回、第6回、第11回、第12回（東京府第十区）、第17回総選挙で当選し、在任中の1930年2月に肺炎のため死去し、衆議院議員を通算6期務めた。
また、保険会社の嘱託を務めたことがきっかけで愛国生命保険株式会社を創立し、専務取締役、社長を歴任した。その他、都ホテル取締役、加富登麦酒取締役、白棚鉄道取締役、保険会社協会理事、東京府北豊島郡医師会長などを務めた。
昭和5年2月26日卒去。墓所は東京都文京区湯島の麟祥院と、郷里須賀川の総鎮守である神炊館神社裏の墓地。戒名は博愛院堅信大居士。

## 著作
- 編『河野広中君小伝』有斐閣、1883年。
- 『修身道の話 : 教育』鈴木万治郎、1892年。

## 家族
- 父・鈴木俊安
- 長男・鈴木秀一
- 長女・綿引キミ - 医学博士・綿引朝光の妻

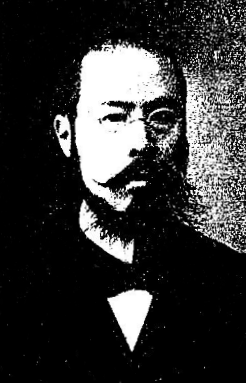
弟の篤三郎

- 二女・菊池アイ - 菊地忠三郞（菊池謙二郎の弟）の妻。[8]
- 三男・大石義郎 - 大石正巳の養弟(正巳の母の養子)となる。岳父に小林丑三郎。[9]
- 弟・鈴木篤三郎 - 万次郎とともに神保病院（神保院）を設立し、院長を務めた。同院は北里柴三郎から指導を受け、感染症の患者を重点的に受け入れることで知られた病院だった[10]。ユージン・サンドウの体育法を推進し[11]、共立女子学園の校医なども務めた[12]。済生学舎が女子生徒を排除した際には兄とともにその救済に協力した[13]。また、労働運動にも理解があり、組合員の薬や治療費を割引き、兄ともども労働組合期成会の演説会に参加するなどした[14]。
- 妹・鈴木クニ - 軍医・鈴木孟の妻。その娘の久子は札幌高等裁判所長官・加納駿平の妻となった。